# Yernes y Tameza
Yernes y Tameza es un concejo de la comunidad autónoma del Principado de Asturias. Se encuentra situado en la zona centro occidental del Principado, enclavado entre montañas en la zona alta del río Cubia. Limita al oeste, norte y noreste con Grado, al sureste con Proaza y al sur con Teverga.
Es el concejo con menor población de Asturias, con 128 habitantes (INE 2021).
El concejo está organizado territorialmente en dos parroquias, que se reparten los cinco núcleos de población: Villabre, Fojó (Fuxóu en asturiano) y Villaruiz (Villuarrí) pertenecientes a la parroquia de Villabre (Tameza); y Yernes y Vendillés (Vindías) pertenecientes a la parroquia de Yernes.

## Geografía
Desde el punto de vista geológico, el suelo del concejo pertenece en la mayor parte de su superficie, al Devónico y al Carbonífero. Las fajas devonianas presentan una inclinación rápida, presentándose generalmente cuatro tipos de rocas. Las areniscas, las pizarras, las calizas y las margosas. La arenisca está representada generalmente por su forma roja y gris y por la cuarcita. La pizarra se presenta en forma arcillosa y menuda, y no como en el terreno siluriano donde se puede fraccionar fácilmente en hojas regulares. Mezclado con estas fajas devonianas, observamos manchones carboníferos siendo el más importante el de Maravio y Teverga, que nace en el sur de Tameza, ensancha en los valles de Teverga, estrecha en el puerto Ventana y vuelve a ensanchar en Torrebarrio y Genestosa.
El relieve nos enseña las oscuras y redondeadas formas causadas por las rocas silíceas en la sierra de Granda, sobre Villabre, y en los picos Buey Muerto (Güoy Muortu en asturiano) y Loral (Lloural en asturiano) 1247 metros de altura, al noroeste. Sin embargo, el paisaje cambia bastante en el sur en el cual aparecen masivas acumulaciones de caliza que dan lugar a paisajes cársticos combinando grandes picos como el Caldoveiro (1357 m.), con depresiones y simas de gran profundidad. También son características de la zona las cavidades, siendo las más conocidas las de Cuevallagar (Cuallagar en asturiano). Además del Caldoveiro, sus accidentes más destacados son los siguientes: al norte, encontramos las sierras del Pando y del Milano, con el pico del Buey Muerto de 1016 metros como altura máxima; al suroeste vemos la sierra de la Granda, siendo el pico de La Peña Cruzada su pico más alto con 1374 metros; y al este tenemos la sierra de la Loral, en cuyas estribaciones encontramos las cavidades de Cuevallagar.
Es un concejo eminentemente dominado por la altitud y las grandes pendientes, estando más del 90 % del territorio entre los 400 y los 1200 metros, teniendo unas pendientes en más de la mitad del territorio del concejo, de entre un 21% y un 60% de inclinación.
En abril de 2013, se presenta una proposición no de ley ante la Junta General del Principado para incluir el concejo de Yernes y Tameza en el parque natural de las Ubiñas, abarcando así un total de 35 793 hectáreas cuadradas. En 2016 continua sin ser efectiva dicha inclusión.

### Hidrografía
De su red hidrográfica hay que decir que el concejo pertenece en su práctica totalidad a la cuenca del río Villabre, que nace en su parte meridional y atraviesa el municipio en dirección sur-norte, constituyendo un valle que se estrecha siguiendo la dirección de su curso, llegando a desembocar al río Cubia en el vecino concejo de Grado.

### Clima
El clima es atlántico, templado y húmedo, siendo habituales las nevadas en las cumbres pero también un rápido deshielo. El verano es seco gracias a la naturaleza caliza del suelo y del rápido drenaje del agua.

## Naturaleza

### Vegetación
La vegetación se encuentra condicionada por las características climáticas y topográficas. Así en las partes más bajas podemos contemplar manchas de robles y castaños, mezcladas con tierras cultivadas y aprovechadas para pastos. Llama la atención aquí el uso de setos vivos para la separación de fincas y prados. En las zonas de caliza, sobre todo en sus asentamientos más soleados, aparecen muestras de encinas, que se aprovechan de las condiciones de sequedad e insolación. Las partes altas presentan una abundancia de hayas, sobre todo en las zonas umbrías, pudiendo divisar alguna que otra mancha de acebos, sin olvidar a fresnos y tejos. 

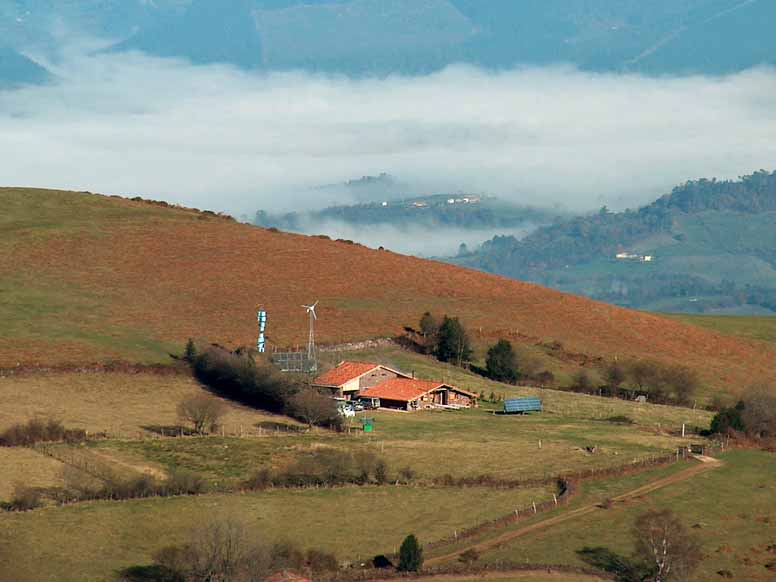
Aula Vital, Aula de la Naturaleza y museo práctico de energías alternativas

En las inmediaciones de la Braña del puerto, en los altos de Yernes, sobre los mil metros snm, rodeando al Aula de la Naturaleza de la Fundación Vital, se encuentra el arboreto dedicado a Ricardo Acebal del Cueto, 
 (1849-1940), personaje adelantado a su tiempo, ingeniero de montes, escritor, dibujante, y defensor del medio ambiente, quién contribuyó a la repoblación forestal de las montañas de Asturias, como el entorno de Covadonga. Consta de tres rodales de árboles, zona Europea y otros continentes, península ibérica, y especies forestales naturales de Asturias. Acoge en total ochenta y seis especies de árboles; cada conjunto de especies se puede visitar por un sendero circular que rodea a cada conjunto arbóreo.
Como datos del rodal uno de especies foráneas, entre otras especies, figura el cedro del Líbano, araucaria, cedro del Himalaya, secuoya gigante, cedro del Atlas, Ginkgo biloba, o diversas especies de ciprés,

### Fauna y flora
Con la vegetación de clima oceánico existen bosques mixtos con castaños, robles, hayas, abedules, tejos, y abundantes acebos. 
Entre su fauna destacan el jabalí, gato montés, lobo, ardilla, buitre, alimoche, comadreja, lirón, puercoespín, jineta, lechuza, ratonero común, tejón, liebre, zorro, venado y ocasionalmente algún oso pardo. 
Invertebrados como el tritón, que localmente llaman guardafuentes y salamandras, además de abundantes mariposas.
En primavera las faldas del pico Loral y alrededores se cubren de Narcissus asturiensis, y Narcissus pseudonarcissus, el concejo alberga flora de interés, por infrecuente, ya que en él se describen desniveles que van desde los 200 metros hasta sobrepasar los 1300 metros snm.
Sobre el Concejo de Grado y el de Yernes y Tameza, se redacta una tesis doctoral, Tesis-Universidad de Oviedo, Departamento de Biología de Organismos y Sistemas, 1991, denominada "Estudio de la flora y vegetación vascular del Concejo de Grado (Principado de Asturias) y sus contornos" cuyo autor es el Dr. D. Juan José Lastra Menéndez, Catedrático de Botánica de la Universidad de Oviedo. ISBN 84-7468-362-9 que en su presentación dice:
"Se estudia la flora y vegetación vascular del concejo de Grado, el de Yernes y Tameza y de los contornos de ambos que están situados en la zona central asturiana. Se realiza un catálogo florístico que admite para la zona 1265 taxones diferentes, de los cuales 799 son nuevos para el territorio de estudio. Se realiza un análisis de la vegetación que comprende a los bosques, matorrales, turberas y pastizales, también se incluyen las plantas cultivadas y se señalan los usos populares, farmacológicos, de interés apícola y otros, de los taxones más conocidos."

## Historia
En los primeros años del siglo XIX fueron encontradas en Fojó varios cientos de monedas romanas que debieron ser ocultadas a mitad del siglo IV después de Cristo. Hay noticias de más hallazgos del mismo tipo, pero muy poco precisos.
Ya en la Edad Media, el rey Ordoño I cedió parte de Yernes a la iglesia ovetense de San Salvador en el año 857, que más tarde conseguiría la totalidad del territorio gracias a las donaciones de varios nobles. En el año 1174 Fernando II cedió sus derechos sobre el territorio a la Iglesia de Oviedo, con lo que se convirtió en un concejo de obispalía, como atestigua en su escudo. En 1579, gracias a una bula del papa Gregorio XIII, Felipe II consigue que el concejo vuelva a estar bajo poder de la Corona.
Dos años más tarde, los vecinos compran el concejo a la corona por 12 691 922 maravedíes, a pagar entre los 130 vecinos que lo habitaban. Se nombró representante del rey a Juan de Grijalba, que designó los primeros regidores y les encomendó la tarea de redactar las ordenanzas y leyes del concejo. Estos cargos estaban formados por dos magistrados, dos regidores, un alcalde de Hermandad y un personero por el estado noble y un juez, un regidor y otro alcalde de Hermandad por el pueblo llano. Por último, se estableció la capital del concejo en Villabre en 1584, manteniéndose así hasta nuestros días.

## Demografía
El municipio de Yernes y Tameza cuenta con una población de 136 habitantes (INE 2024).
| Gráfica de evolución demográfica de Yernes y Tameza entre 1842 y 2021                                               |
| |
| Población de derecho según los censos de población del INE Población de hecho según los censos de población del INE |

Yernes y Tameza se ha caracterizado históricamente por ser uno de los concejos menos poblados de toda la región asturiana, pasando de tener 842 habitantes a principios del siglo XX, a 128 en la actualidad, que ponen en peligro la propia existencia del concejo. 
Desde que a mediados de la década de 1930 el territorio alcanzase su cota máxima de población con 892 personas, el descenso producido ha sido bastante considerable, debido sobre todo de las pocas perspectivas que presentaba el concejo y que hizo que las personas más jóvenes optaran por salir hacia las poblaciones con más oportunidades e industria del centro de la región, como Gijón, Oviedo y Avilés así como hacia el vecino concejo de Grado. Todo esto hace que hoy en día Yernes y Tameza presente unas estructuras demográficas realmente desarticuladas, observando que más del 70% de la población supera los 55 años y que un 15% no llega a los 30, siendo irrisoria la cantidad de jóvenes menores de 15 años de la zona, un 3% del total. Estos datos nos revelan una población bastante envejecida.

## Economía
Históricamente la ganadería fue la actividad económica por excelencia del concejo, debido a la gran cantidad de praderas naturales que fueron usadas como pastos. La cabaña ganadera es sobre todo vacuna, pero a diferencia de los concejos vecinos, no especializada en leche, sino en carne, más que nada por su adaptación a las condiciones de montaña. También es de mencionar el número de caballos que se ven por las sierras. Pudiendo encontrar gran número de asturcones en libertad.
En lo referente a la agricultura, el concejo se caracteriza por el cultivo de patatas, hortalizas, maíz y forrajes, quedando esta labor cada vez más minimizada, al ir desapareciendo paulatinamente las tierras de labor. En total podemos decir que la ocupación del sector primario es de 77,27 % del total de la población activa, siendo el motor principal de la economía.
Respecto al sector secundario, aquí se dan una de las mayores sorpresas, al no haber contabilizados ningún trabajo referente al mismo. La construcción genera solamente un 1,5 % del total.
En cuanto al sector terciario de los servicios cabe destacar la poca o nula influencia que este tiene en el concejo, básicamente por la absorción que ejerce sobre él la vecina comarca de Grado, ocupando en la actualidad al 21,23% de los puestos de trabajo. Pero sin embargo, la mejora de las comunicaciones abre la esperanza del concejo con vistas a un incremento del turismo rural, donde se puede disfrutar de un paisaje bonito ideal para perderse y descansar de tanto barullo urbano.

## Administración y política

### Gobierno municipal
En el concejo de Yernes y Tameza el partido que más tiempo ha gobernado ha sido el Partido Popular. La actual alcaldesa es María Díaz Fidalgo, (PSOE). 
Desde 1987, al descender su censo por debajo de los 250 habitantes, este concejo tiene un sistema de listas abiertas.
| Periodo   | Nombre                            | Partido | Partido                                    |
| --------- | --------------------------------- | ------- | ------------------------------------------ |
| 1979-1987 | Valeriano Lorenzo Vázquez         |         | Partido Comunista de España (PCE)          |
| 1987-1995 | Valeriano Lorenzo Vázquez         |         | Izquierda Unida (IU)                       |
| 1995-1995 | Valeriano Lorenzo Vázquez         |         | Federación Socialista Asturiana (FSA-PSOE) |
| 1995-1997 | Francisco Javier Suárez Fernández |         | Federación Socialista Asturiana (FSA-PSOE) |
| 1997-2015 | José Ramón Fernández Díaz         |         | Partido Popular (PP)                       |
| 2015-2019 | Carlos Manuel Fernández Fernández |         | Federación Socialista Asturiana (FSA-PSOE) |
| 2019-2021 | José Manuel Fernández Tamargo     |         | Federación Socialista Asturiana (FSA-PSOE) |
| 2021-act. | María Díaz Fidalgo                |         | Federación Socialista Asturiana (FSA-PSOE) |

| Partido político    | Partido político                                                                | 1979   | 1983   | 1987   | 1991   | 1995   | 1999   | 2003   | 2007   | 2011   | 2015   | 2019   | 2023   |
| Partido político    | Partido político                                                                | Ediles | Ediles | Ediles | Ediles | Ediles | Ediles | Ediles | Ediles | Ediles | Ediles | Ediles | Ediles |
|                     | Federación Socialista Asturiana (FSA-PSOE)                                      | —      | —      | —      | 1      | 3      | —      | —      | —      | —      | 4      | —      | 4      |
|                     | Alianza Popular (AP)-Partido Popular (PP)                                       | —      | 2      | —      | —      | 2      | 4      | 4      | 4      | 4      | 1      | —      | 0      |
|                     | Partido Comunista de España (PCE)-Izquierda Unida (IU)-Bloque por Asturies (BA) | 4      | 5      | 5      | 4      | —      | —      | 1      | 1      | 1      | —      | —      | —      |
|                     | Unión de Centro Democrático (UCD)-Centro Democrático y Social (CDS)             | 3      | —      | —      | —      | —      | —      | —      | —      | —      | —      | —      | —      |
|                     | Agrupación de Electores de Yernes y Tameza (AEYT)                               | —      | —      | —      | —      | —      | 1      | —      | —      | —      | —      | —      | —      |
|                     | Agrupación Yernes y Tameza (AyTamos)                                            | —      | —      | —      | —      | —      | —      | —      | —      | —      | —      | —      | 1      |
| Total de concejales | Total de concejales                                                             | 7      | 7      | 5      | 5      | 5      | 5      | 5      | 5      | 5      | 5      | 5      | 5      |

### Organización territorial
Según el nomenclátor de 2017, el concejo está formado únicamente por 2 parroquias, de las que toma su nombre:
- Yernes: 68 habitantes
- Villabre (Tameza): 72 habitantes

## Cultura

### Patrimonio
No podemos decir que Yernes y Tameza posea un gran patrimonio monumental, pero aun así son de destacar algunos descubrimientos históricos de interés. Entre ellos, varios montículos artificiales que derivan de la época prehistórica y que tenían una finalidad puramente funeraria, siendo de importancia los encontrados en Cuevallagar y La Barrera. Otros descubrimientos del mismo tipo, sufrieron una suerte distinta al ser destruidos todos ellos por máquinas.

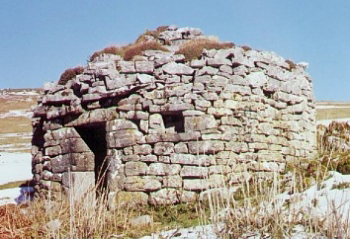
Corro de la Señora, en las faldas del pico Loral

Además de estos monumentos prehistóricos, se localizan varias capillas situadas en lugares estratégicos, como las de Santiago y Santa Cristina, así como los templos parroquiales de Santa María de Tameza, que ha sufrido numerosas restauraciones, conservando de su aspecto inicial solamente una ventana hallada al oeste del presbiterio, y el de Santa Cruz de Yernes, de tipología popular y que consta de nave única, cabecera cuadrada y pórtico lateral, rematado con una espadaña de triple arco.
Dentro de su arquitectura rural y popular, se han localizado los restos de una torre cerca de la capital, así como un antiguo palacio perteneciente a la familia López del Vallado, que incluía entre sus pertenencias una capilla. También destacaremos dentro de las construcciones rurales, a los corros, que son edificaciones circulares cubiertas con piedras planas que forman una falsa bóveda cónica.
Lo más destacable artísticamente del concejo podemos decir que es la belleza natural de sus paisajes, estando la zona catalogada como espacio protegido en el plan de ordenación de los recursos naturales del Principado de Asturias (PORNA).

### Fiestas
Entre sus fiestas están:
En el mes de junio, la Romería de Acibidiello en Villabre y las de San Antonio en Yernes.
En el mes de agosto, es la Feria de Cuevavallagar en el puerto.
En el mes de octubre, son las de El Rosario, tanto en Yernes como en Villabre.
El descenso de población acaecido en el concejo durante estos últimos años, reduce la celebración de festejos en el suelo local, aunque todavía se siguen celebrando varias de ellas en los que podemos disfrutar de las tradiciones antiguas, así como de la gastronomía de la zona, rica en verduras, carnes y cocidos, huevos de pita de caleya, chorizos y jamón.